# 忤女星
忤女星（123 Brunhild）是第123颗被人类发现的小行星，于1872年7月31日发现。忤女星的直径为48.0千米，质量为1.2×1017千克，公转周期为1615.156天。
忤女星以北歐神話的女武神布倫希爾德命名。